# Campeonato Peruano de Fútbol de 1944
El Campeonato Peruano de Fútbol de 1944, denominado como «XXVIII Campeonato de Selección y Competencia», fue la edición número 28 de la Primera División del Perú y tuvo la participación de 8 equipos. El campeón nacional fue Sucre F.B.C. Mientras que Sporting Tabaco descendió a jugar la rueda de promoción.

## Formato
El torneo se jugó a dos ruedas y se otorgaba dos puntos por partido ganado, un punto por partido empatado y ninguno por partido perdido. 
G: 2, E: 1, P: 0 

## Ascensos y descensos
Centro Iqueño, último lugar de la Primera División 1943 y Telmo Carbajo, primer lugar de la Segunda División de 1943, definieron la Rueda de Promoción, con victoria del Iqueño. Por lo que no hubo modificación de clubes respecto a la temporada anterior.

## Equipos participantes
| Club                      | Ciudad | Entrenador            |
| ------------------------- | ------ | --------------------- |
| Alianza Lima              | Lima   | Julio Manisse         |
| Atlético Chalaco          | Callao | José Arana            |
| Centro Iqueño             | Lima   | Lizardo Rodríguez Nue |
| Deportivo Municipal       | Lima   | Juan Valdivieso       |
| Sport Boys                | Callao | Máximo Lobatón        |
| Sporting Tabaco           | Lima   |                       |
| Sucre FBC                 | Lima   | Alfonso Huapaya       |
| Universitario de Deportes | Lima   | Arturo Fernández      |

## Tabla de posiciones
| Pos. | Club                      | PJ | PG | PE | PP | GF | GC | DG  | Pts. |
| ---- | ------------------------- | -- | -- | -- | -- | -- | -- | --- | ---- |
| 1    | Sucre FBC                 | 14 | 10 | 1  | 3  | 40 | 25 | +15 | 22   |
| 2    | Deportivo Municipal       | 14 | 7  | 2  | 5  | 37 | 27 | +10 | 16   |
| 3    | Universitario de Deportes | 14 | 6  | 3  | 5  | 32 | 29 | +3  | 15   |
| 4    | Alianza Lima              | 14 | 6  | 3  | 5  | 26 | 25 | +1  | 15   |
| 5    | Sport Boys                | 14 | 5  | 3  | 6  | 29 | 31 | -2  | 13   |
| 6    | Atlético Chalaco          | 14 | 4  | 4  | 6  | 29 | 29 | 0   | 12   |
| 7    | Centro Iqueño             | 14 | 4  | 4  | 6  | 24 | 28 | -4  | 12   |
| 8    | Sporting Tabaco           | 14 | 2  | 4  | 8  | 18 | 41 | -23 | 5    |

|  | Campeón            |
|  | Rueda de Promoción |

## Campeón
| Perú                |
| Campeón             |
| Sucre FBC 1º título |
|                     |

## Resultados
| Local \ Visitante   | ALI | CHA | IQU | MUN | SBA | TAB | SUC | UNI |
| ------------------- | --- | --- | --- | --- | --- | --- | --- | --- |
| Alianza Lima        |     | 1–1 | 1–1 | 5–4 | 1–3 | 4–0 | 3–1 | 0–1 |
| Atlético Chalaco    | 2–3 |     | 2–2 | 2–5 | 4–1 | 1–1 | 0–4 | 1–2 |
| Centro Iqueño       | 3–0 | 0–3 |     | 1–2 | 0–2 | 1–1 | 3–2 | 1–0 |
| Deportivo Municipal | 0–1 | 4–2 | 1–1 |     | 3–1 | 2–1 | 1–2 | 5–3 |
| Sport Boys          | 1–3 | 1–2 | 2–4 | 4–3 |     | 5–3 | 4–1 | 2–2 |
| Sporting Tabaco     | 3–3 | 0–5 | 2–0 | 0–4 | 1–1 |     | 1–2 | 0–3 |
| Sucre               | 2–0 | 4–3 | 5–4 | 1–1 | 2–0 | 7–1 |     | 5–4 |
| Universitario       | 3–1 | 1–1 | 5–3 | 3–2 | 2–2 | 3–4 | 0–2 |     |

## Rueda de promoción
| 23 de julio de 1945 | Ciclista Lima | 0-2 | Sporting Tabaco                   | Estadio Nacional, Lima |  |
|                     |               |     | Edgardo Mabama · Alfredo Mosquera |                        |  |

| 28 de julio de 1945 | Sporting Tabaco | 4-2 | Ciclista Lima | Estadio Nacional, Lima |  |

## Máximos goleadores
| Jugador           | Equipo                    | Goles |
| ----------------- | ------------------------- | ----- |
| Víctor Espinoza   | Universitario de Deportes | 16    |
| Carlos Ramos      | Sucre FBC                 | 15    |
| Julio Ayllón      | Sucre FBC                 | 10    |
| Lolo Fernández    | Universitario de Deportes | 9     |
| Adelfo Magallanes | Alianza Lima              | 8     |